# Фукусима, Кадзуо
Кадзуо Фукусима (яп. 福島 和夫, 11 апреля 1930, Токио) — японский композитор и музыковед.
Композиции обучался самостоятельно. В 1953 году познакомился с авангардной художественной группой «Дзиккэн Кобо» (Jikken Kōbō). Был замечен и оценен после того, как его произведение Ekagura получило награду на Фестивале Современной Музыки в Каруидзаве в 1958 году. Название Ekagura взято из санскрита и обозначает концентрацию, что точно отражает характер музыки: выразительная, восторженная и крайне интенсивная. Игорь Стравинский зарекомендовал исполнение этой песни в Лос-Анджелесе во время Monday Evening Concerts в 1959 году.
В 1961 году Фукусима был приглашен на Internationale Ferienkurse für Neue Musik в Дармштадт для чтения лекции на тему театра но и современной японской музыки. В 1963 году он получил стипендию от Japan Society of New York в рамках программы обмена (travelling fellowship). Год спустя, вернувшись в страну, был преподавателем музыки в Ueno Gakuen College в Токио. В 1973 году основал в колледже Nihon Ongaku Shiyō-shitsu (Research Archives for Japanese Music) и стал его директором. Его книги и статьи, посвященные японской музыке, в особенности гагаку (придворная музыка) и сёмё (пение буддийских монахов), отражают основные интересы его исследований.
Большинство композиций Фукусимы рассчитаны на относительно небольшие инструментальные ансамбли. В основном, он сочиняет произведения для флейты. Флейта играет важную роль и в гагаку, и в музыке театра но, точно так же и для Фукусимы она является очень важным инструментом. В своем творчестве композитор сочетает элементы традиционной японской музыки с достижениями западного авангарда, особенно додекафонии. Сотрудничал с ведущими флейтистами, в частности, с Северино Гаццелони. Фукусима получил множество наград за свои сочинения, в том числе дважды получал награду на Мировых Днях Музыки ISCM — за Hi-kyō (The Flying Mirror, 1962) и Tsuki-shiro (The Spirit of the Moon, 1965).

## Избранные произведения[4]
- Todaenai shi (Uninterrupted Poem) для скрипки (1953)
- Requiem для флейты (1956)
- Ekagura (Concentration) для флейты и фортепиано (1958)
- 3 Pieces from Chu-u для флейты и фортепиано (1958);
- Kadha hi-haku (The Flying Spirit) для камерного оркестар (1959)
- Kadha karuna (Poem of Compassion) для 2 флейт, фортепиано и бубна (1960, версия для флейты и фортепиано 1962)
- Shizu-uta для женского хора, сопрано, 2 флейт и арфа (1961)
- Hi-kyō (The Flying Mirror) для флейты, смычковых инструментов и перкуссии (1962)
- Mei для флейты (1962)
- Kadha no.4 для флейты (1963)
- Tsuki-shiro (The Spirit of the Moon) для фортепиано, арфы и перкуссии (1965)
- Sui-rin na 2 flety i 2 perkusje (1967)
- Mizu no wa (Ring of Water)  для флейты (1968)
- Shun-san (A Hymn to Spring) для флейты (1969)
- Rankei" для гобоя (1970)
- Rai для флейты и фортепиано (1971)
- Sui-en для фортепиано (1972)
- Kashin (Flower’s Heart) для 2 сакухати, бивы, перкуссии и контрабаса (1973)
- Kaei (Flower’s Shadow) для сакухати и перкуссии (1975)
- Ranjō для органа (1977)